# أمين الصايغ
أمين الصايغ ممثل بحريني من مواليد 22 ديسمبر 1977 له عديد من الأعمال الفنية في التلفزيون والمسرح.

## أعماله

### المسلسلات
- حزاوينا خليجية عام 2016م
- عيال شمسان عام 2015م
- لولو مرجان2 عام 2013م
- لولو مرجان عام 2012م
- سماء ثانية عام 2011م
- بنات آدم عام 2010م
- على موتها أغني عام 2010م
- سوالف طفاش عام 2009م
- القناص عام 2006م
- هدوء وعواصف عام 2004م
- عويشة عام 2003م
- دمعة عمر عام 2003م
- درب المحبة عام 2003م
- السديم عام 2002م
- مواطن طيب عام 2001م
- نيران عام 2000م
- عجايب زمان عام 1996م

### المسرحيات
- هيلق ستايل2016 عام
- آه يا القهر 2015 عام
- المشكلجي عام 2013م
- دوحة غوت تالنت عام 2012م
- وين ما نطقها عوية عام 2012م
- احنا عيالها عام 2011م
- وناسة عام 2009م
- شباب الجامعة عام 2007م
- دايخ في زمن بايخ عام 2006م
- مافي هالبلد إلا هالولد عام 2005م
- بيت خاص جدا عام 1998م

### الأفلام
- زائر عام 2003م